# Bacia de Ogaden
A Bacia de Ogaden é uma vasta área de Ogaden, parte da Região Somali na Etiópia, onde estão localizadas reservas significativas de petróleo bruto e gás natural. A bacia cobre uma área de cerca de 350.000 quilômetros quadrados (135.000 milhas quadradas) e é formada por rochas sedimentares de até 10.000 metros (6 milhas) de espessura. Possui semelhanças geológicas com outras bacias ricas em hidrocarbonetos no Oriente Médio.

## Exploração e desenvolvimento de hidrocarbonetos (Ogadenia)

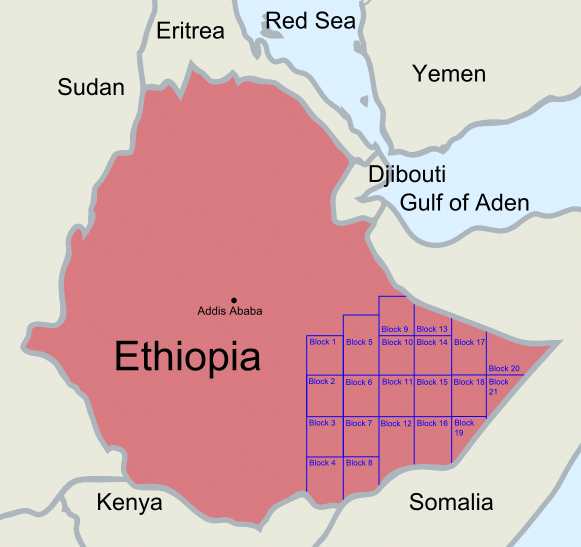
Blocos de exploração na Bacia de Ogaden e na Costa de Kismayo

A primeira exploração na bacia foi realizada pela Standard Oil em 1920. Explorações mais recentes pela Tenneco resultaram na descoberta de cerca de 68 milhões de metros cúbicos (2,4 bilhões de pés cúbicos) de gás em 1974. O desenvolvimento das reservas nos campos de gás de Jeexdin e Elale da bacia está sendo realizado pelo Gazoil Ethiopia Project, uma parceria entre o governo da Etiópia e a Sicor, sediada no Texas, anunciada em dezembro de 1999.
A bacia foi dividida em 21 blocos e direitos de exploração foram concedidos para muitos deles. As empresas com concessões na bacia incluem a Pexco Exploration, registrada nos Países Baixos, a Petronas (Malásia), a Lundin East Africa (Suécia), a SouthWest Energy Ltd. (Hong Kong) e a Afar Explorer (EUA).

## Instabilidade política e conflito armado
A Guerra de Ogaden entre a Etiópia e a Somália ocorreu entre 1977 e 1978, com um novo confronto em 1988. Nos últimos anos, o braço armado da Frente de Libertação Nacional de Ogaden (ONLF) tem se mantido ativo, e o grupo rebelde declarou que não permitirá a exploração dos recursos da região, instando as empresas petrolíferas internacionais a não assinarem acordos com o governo etíope.
Em 24 de abril de 2007, membros da ONLF atacaram e destruíram uma instalação de exploração de petróleo na bacia perto de Obala e Abole, matando aproximadamente 65 etíopes e 9 cidadãos chineses numa incursão a Abole. A instalação era operada pelo Zhongyuan Petroleum Exploration Bureau, uma subsidiária da Sinopec,  em nome da multinacional petrolífera malaia Petronas.

## Nota
- Este artigo foi inicialmente traduzido, total ou parcialmente, do artigo da Wikipédia em inglês cujo título é «Ogaden Basin».